# Maurice Van den Boogaerde
Maurice Van den Boogaerde (Ieper, 10 juli 1887 - Deurle, 24 november 1956) was een liberaal Belgisch politicus. Van 1939 tot 1940 en van 1944 tot 1954 was hij provinciegouverneur van de Belgische provincie Oost-Vlaanderen. Hij was daarmee een van de weinige ambtsdragers die na de Tweede Wereldoorlog hun vooroorlogse functies behielden. In 1954 werd hij opgevolgd door de eveneens liberale Albert Mariën.
Op 1 augustus 1940 kreeg Van den Boogaerde van de Duitse bezetter een ambtsverbod. Hij was niet de enige, want de Duitsers legden een dergelijk verbod op aan acht van de negen gouverneurs. Mogelijk hebben het politieke profiel van Van den Boogaerde en het feit dat hij lid was van de vrijmetselaren echter een rol gespeeld bij het besluit van de bezetter om hem uit zijn ambt te zetten. Hij werd vervangen door Jozef de Vos, die als ad-interim gouverneur werd aangesteld.

## Bron
- De Führerstaat. Overheid en collaboratie in België (1940-1944) Nico Wouters. Pag. 86, 87, 101. Lannoo Uitgeverij, 2006.